# Dendrocygna eytoni
Dendrocygna eytoni е вид птица от семейство Патицови (Anatidae).

## Разпространение
Видът е разпространен в Австралия.